# Прилив (телесериал)
«Прилив» (тур. Medcezir) — турецкий телесериал в жанре драма. Сериал состоит из двух сезонов и 77 серий, первая серия сериала была показана 13 сентября 2013 года, а заключительная — 12 июня 2015 года. Главные роли исполнили Чагатай Улусой и Серенай Сарыкая. Этот сериал адаптация американского телесериала Одинокие Сердца.

## Сюжет

### 1-й сезон
Яман живёт в Тозлудере, одном из пригородов Стамбула. Он был арестован за то, что находился в машине, угнанной его братом Кенаном в день его рождения. После этого адвокат Селим Серез начал работать адвокатом Ямана. Ямана, который пошел в суд вместе с братом, оправдали, а брата посадили в тюрьму сроком в 12 месяцев. Ямана, который живёт с матерью и отчимом, мать выгнала из дома. После этого Селим Серез, увидевший свою юность в Ямане и думавший, что его будущее будет светлым, отвез его в Алтынкой, где он жил. Селим, сказав, что Яман будет работать садовником дома, уговорил свою жену Эндер остаться с Яманом. Яман, познакомившийся со своей соседкой Мирой Бейлидже, она подумала что Яман племянник Селима. Со временем выяснилось, что Яман не племянник Селима, а угонщик автомобилей. Мире, с другой стороны, начал нравиться Яман, хотя она была со своим возлюбленным Оркуном, в которого она не была влюблена. Мерт, с другой стороны, любит лучшую подругу Миры, Эйлюль, но Эйлюль не знает об этом. Вскоре Мира узнаёт что Оркун изменяет ей с девушкой по имени Хале и рассталась с ним. После этого, Мира и Яман стали встречаться, Оркун думает, что Яман украл у него Миру, и пытается отомстить Яману. Эйлюль, напротив, сначала презирала Мерта, но со временем влюбилась в него. Опухоль в мозгу Миры — фактор, определяющий её жизнь. Тан, учитель фортепиано Миры, влюблен в Миру, но Мира не знает об этом. Тану удалось похитить Миру, не привлекая ничьего внимания Яман находит дом, в котором прячется Тан, и спасает Миру. Между тем появление бывшей девушки Ямана, Лейлы вызывает давнюю напряженность между парой Яман-Мира. Оркун, с другой стороны, теряет отца в результате ссоры с отцом. Вскоре после потери он понимает, что у его отца роман с матерью Хале, и уходит от Хале. Хале, с другой стороны, думает, что Оркун расстался с ней из-за Миры, и пытается убить Миру. Миру спасает Яман, и она узнает горькую правду о семье Хале. Напряжение между Невином и Хасаном заставляет Ямана вернуться в Тозлудере. Вскоре Яман, Мира, Мерт и Эйлюл отправляются в отпуск в Улудаг на 14 февраля. Воспользовавшись этим праздником, Невин покидает Яман, чтобы вернуться в Алтынкой, и поселяется в Измире. Вернувшись в Стамбул, Яман узнает горькую правду и возвращается в Алтынкой. Однажды вечером у Асыма Шекипа Кая случился сердечный приступ у окна его дома. В это время Яман и Мира, находившиеся на улице, немедленно вмешались и спасли Асыму жизнь. Тану, сбежавшему из центра, где его лечили, удается похитить Ямана и привлечь к нему Миру. Пока Тан насильно целует Миру в лодке, на которой он находится, полицейские застрелили его поблизости. Старший брат Ямана Кенан, который был освобожден из тюрьмы, начал отношения с матерью Миры Судэ, чтобы навсегда остаться в Алтынкой. Жизнь всех изменилась, когда босс мафии по имени Турунч Надир, захотел заставить Ямана и Кенана заплатить за то, что отец Ямана сделал с ним. В это время он поселился в Алтынкой. Мать Миры решила выйти замуж за отца Эндера, Асыма Шекипа Кая, чтобы обеспечить себе будущее. В день свадьбы Селим уезжает со свадьбы на машине, чтобы поговорить с Эндером, узнав, что Эндер изменила Селиму. Однако машина упала в обрыв, и Эндер погибла.

### 2-й сезон
После смерти Эндера все отдалились друг от друга. Яман и Мира расстались, а Мерт и Эйлюл взяли перерыв в отношениях. Яман, Селим и Мерт прекратили свою авантюру после того, как в дом ворвался грабитель, и вернулись домой. В это же время из Америки вернулись Оркун и Мира. Отношения Миры с Оркуном и отношения Ямана с Элиф держат их двоих в напряжении. С другой стороны, Мерт и Эйлюль играют в игру, чтобы исправить эту пару, но эта игра открывает многое между Яманом и Мирой. Начав ненавидеть Миру, Яман издевается над ней. Однако на следующий день, узнав о болезни Миры, он сожалеет о содеянном и предпринимает действия, чтобы завоевать сердце полностью стершей себя Миры, и преуспевает в этом начинании. Пара Яман-Мира снова вместе. Синан Энвероглу, с которым у Эндера роман, убит Надиром после ссоры с Селимом. Вскоре после этого Надира берут под стражу за это преступление. Ченгиз, с другой стороны, стреляет в Ямана после заговора Надира против Ямана и Селима. Однако за короткое время Яману удается выздороветь, и Ченгиз умирает. Надир похищает Мерта, чтобы напугать Селима после его освобождения из-под стражи. Однако до Мерта добираются, и полиция убивает Надира. Судэ беременна, и хотя все говорят, что ребёнок от Кенана, она утверждает, что ребёнок от Асыма. Кенан позвал Судэ к себе, сказав что хочет поговорить с ней, но на самом деле он хотел убить её. Мира, которая была там в то же время, выстрелила и ранила Кенана. Яман и Мира проложили для себя путь после помолвки. Мире предстоит операция после свадьбы. Пока Яман и Мира женятся на пляже, бывшая девушка Ямана и жена Турунча Надира, Лейла, угрожает Оркуну, используя видеозаписи, которые Надир хранит в банке. Асым понял, что ребёнок от Кенана, и решил развестись с Судэ, но Асым умер за день до суда. После того, как Оркун понял, что с ним играют, он взял в заложники Лейлу и его подругу Айше. Пока Айше пыталась убежать, она упала, ударилась головой о камень и умерла, когда Оркун схватил её за ногу. Оркун планировал убить Ямана, позвав их в дом, где он держал их в заложниках. Хотя он не мог этого сделать, он зарезал Ямана. Между тем, Мира, у которой случился приступ, была доставлена в больницу и срочно доставлена в операцию. Позже было замечено, что Яману тоже нанесли ножевое ранение, и его увезли в хирургию. Спустя долгое время Селим начал преподавать в университете. Эйлюль и Мерт продолжали жить своей любовью, Оркун попала в психиатрическую больницу, Судэ стала жить с ребёнком и бывшим мужом Фарук. Мира и Яман, напротив, без проблем перенесли операцию и решили родить ребёнка.

## В ролях
В «Приливе» с большим составом актёров Ямана Копера сыграл Чагатай Улусой, Миру Бейлидже сыграла Серенай Сарыкая, а Селима Сереза сыграл Барыш Фалай. Персонажа Эндера Сереза, погибшего в конце первого сезона и покинувшего сериал, сыграла Мине Тугай. Хазар Эргючлю сыграла Эйлюля Булутера, Танер Ольмез единственного ребёнка персонажей Селима и Эндера — Мерта, Шебнем Донмез сыграла Судэ Бейлидже, а Дефне Каялар сыграла Седефа
Джан Гюрзап в роли великого бизнесмена Асыма Шекипа Кая, Мурат Айген в роли отца Миры и отца Берена — Фарука Бейлидже, Мирай Данер в роли Берен Бейлидже, Али Аксёз в роли старшего брата Ямана — Кенана Копера, Метин Акдулгер в роли Оркуна Дживаноглу и Кюршат Алныачик, сыгравший Надира Бактыроглу (Турунч Надир), босс мафии. Кроме того, с первого сезона Саим Каракале, Эджем Акбин, Батухан Бегимгил, Батухан Экши, Эзги Сёзюер, Мерич Арал, Сибель Ташчиоглу, Дженк Кангоз, Харе Сюрел, Пынар Тунджегил, со второго сезона Аслы Оркан, Барыш Алпайкут, Айбуке Пусат, Нуркан Эрен, Турхан Джихан Шимшек, Бурак Дениз регулярно появлялись в сериале, а некоторые персонажи покидали сериал в течение сезона. Многие актёры и известные люди, такие как Эрдил Яшароглу, Чаглар Эртугрул, Корай Кандемир, Халил Сезаи, Джамал Хаммади, Кенан Догулу, приняли участие в сериале в качестве приглашенных актёров в различных ролях.
| Актёр           | Роль             |
| --------------- | ---------------- |
| Чагатай Улусой  | Яман Копер       |
| Серенай Сарыкая | Мира Бейлидже    |
| Хазар Эргючлю   | Эйлюль Булутер   |
| Танер Ольмез    | Мерт Асым Серез  |
| Барыш Фалай     | Селим Серез      |
| Мине Тугай      | Эндер Серез      |
| Метин Акдулгер  | Оркун Дживаноглу |
| Шебнем Дёнмез   | Асудэ Бейлидже   |
| Дефне Кайалар   | Седеф Кая        |
| Джан Гюрзап     | Асым Шекип Кая   |
| Мурат Айген     | Фарук Бейлидже   |
| Мирай Данер     | Берен Бейлидже   |
| Али Аксёз       | Кенан Копер      |
| Мерич Арал      | Хале             |